# Premeaux-Prissey
Premeaux-Prissey é uma comuna francesa na região administrativa da Borgonha-Franco-Condado, no departamento de Côte-d'Or. Estende-se por uma área de 8,97 km². Em 2010 a comuna tinha 389 habitantes (densidade: 43,4 hab./km²).